# Національна погодна служба
Національна погодна служба (англ. National Weather Service, NWS, раніше Weather Bureau), в українських джерелах інколи Національна метеорологічна служба США — урядове агентство США, одна з шести складових Національного управління океанічних і атмосферних досліджень (NOAA). Штаб-квартира організації знаходиться у місті Сілвер-Спрінг, штат Меріленд. Крім того, до організації входить велике число національних та регіональних центрів і 122 місцевих служб прогнозування погоди. Призначенням організації є надавання «погодних, гідрологічних і кліматичних прогнозів та попереджень для США, їх територій, навколишніх вод і океанських районів з метою захисту життя людей, їх майна та підтримки національної економіки». Більшість матеріалів, що складаються організацією, знаходяться в суспільному надбанні та доступні безкоштовно.